# Nicolai Abraham Abildgaard
Nicolai Abraham Abildgaard (egyes forrásokban Nikolaj) (Koppenhága, 1743. szeptember 11. – Frederiksdal, 1809. június 4.) dán festő, a klasszicizmus képviselője.

## Életpályája
Koppenhágában tanult, majd Rómában tett hosszabb tanulmányutat. Különösen Raffaello és Michelangelo művészetét tanulmányozta. Ő volt a koppenhágai akadémia igazgatója 1789-től.

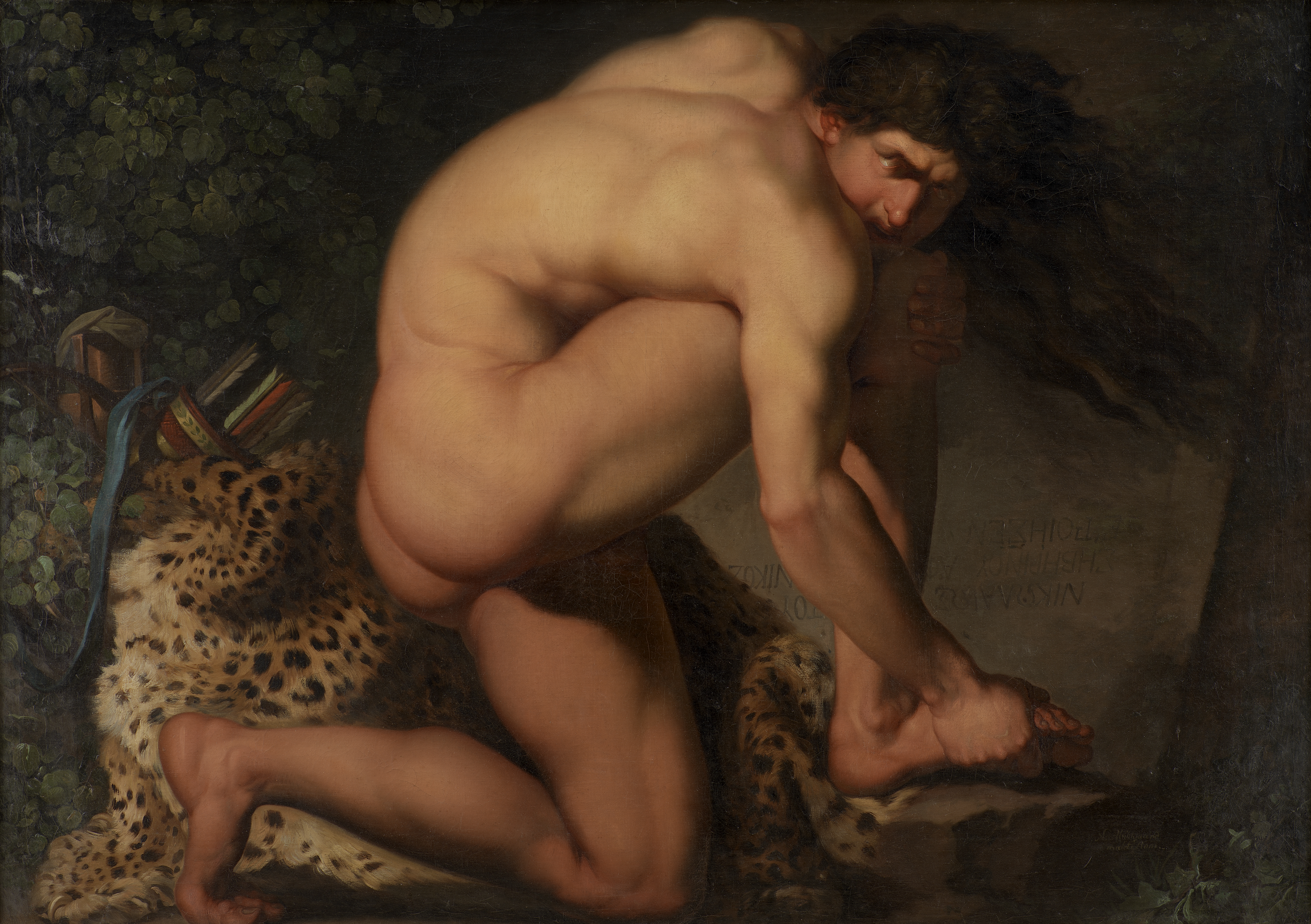
Philoktétész (1775)